# Sân bay Al Jazeirah
Sân bay Al Jazeirah (ICAO: OMRJ) là sân bay tư nhân quản lý bởi Al Jazeirah Aviation Club và nằm gần Al Jazirah Al Hamra, Ras al-Khaimah, UAE.